# Kaliski (Paprotnia)
Pour les articles homonymes, voir Kaliski.
Kaliski (prononciation : [kaˈliski]) est un village polonais de la gmina de Paprotnia dans le powiat de Siedlce de la voïvodie de Mazovie dans le centre-est de la Pologne.
Le village comptait approximativement une population de 76 habitants en 2010.

## Histoire
De 1975 à 1998, le village appartenait administrativement à la voïvodie de Siedlce.

Depuis 1999, il appartient administrativement à la voïvodie de Mazovie